# Anatole Devarenne
Anatole Eugène Augustin Devarenne, né le 25 juillet 1880 à Andeville, commune où il est mort le 25 mai 1954, est un peintre et écrivain français.

## Biographie
Élève de Georges Perrichon, sociétaire du Salon d'automne, il y expose en 1928 les aquarelles Matinée au bord de l'Oise (Saint-Leu-d'Esserent) et La Cépée de hêtres. Il obtient aussi une mention honorable au Salon des artistes français de 1923.

## Œuvres littéraires
- La fontaine monumentale de La Frette. in : Mémoires de la Société Académique d'archéologie, sciences et arts du département de l'Oise > Tome XIX - Troisième partie (Année 1906) . - p. 623-626-[1 f. de pl.]
- Les Vieilles Maisons. Poème et image par Anatole Devarenne. 1933
- Le Voyage illusoire chez des poètes de l'Oise. 1955
- Métiers de chez nous.

## Peinture
Son autoportrait ainsi que le portrait de son épouse sont exposés au Musée départemental de l'Oise.